# Pietro I di Castiglia
Pietro Alfonso, Pietro I di Castiglia, detto Pedro el Cruel (il Crudele) dai suoi detrattori ed el Justiciero (il Giustiziere) dai suoi sostenitori, (Burgos, 30 agosto 1334 – Montiel, 23 marzo 1369), fu re di Castiglia e León dal 1350 al 1369. Fu l'ultimo discendente legittimo della casa di Borgogna a sedere sul trono del regno di Castiglia e León.

## Origine
Pietro I di Castiglia nacque a Burgos il 30 agosto 1334. Figlio secondogenito (ma al momento della nascita, fu dichiarato erede al trono, perché il primogenito, Ferdinando, era già morto) del re di Castiglia e León Alfonso XI il Giustiziere e di Maria di Portogallo, figlia primogenita del re del Portogallo Alfonso IV e della principessa di Castiglia Beatrice di Castiglia..

## Biografia

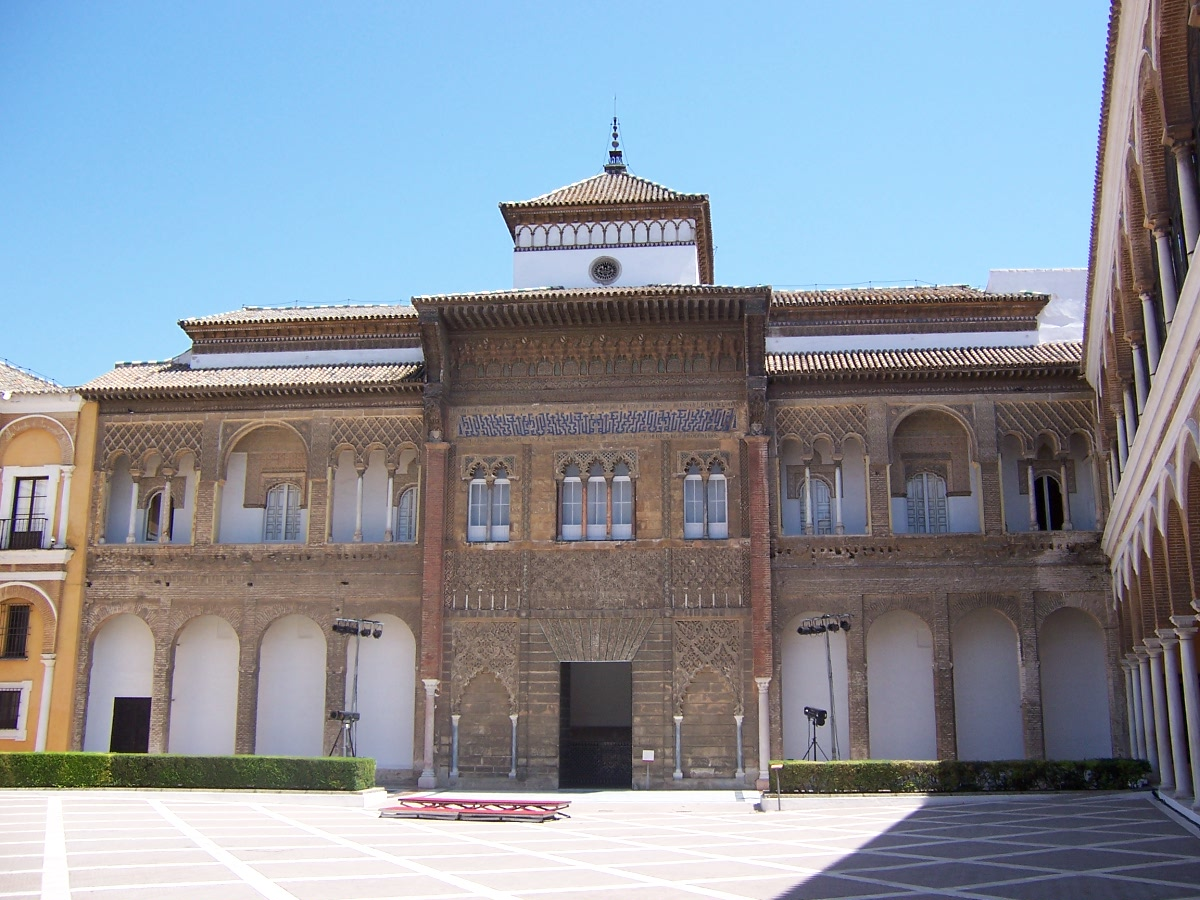
Palazzo di Pietro I nell'Alcázar di Siviglia.

Il padre, tutto preso dal suo amore per Eleonora di Guzmán, si disinteressò di Pietro, che fu affidato alle cure della madre, Maria del Portogallo, che visse con lui fino a che raggiunse la maggior età nell'Alcázar di Siviglia. Un favorito del re, il nobile portoghese Giovanni Alfonso di Albuquerque, che era giunto in Spagna a seguito della regina Maria, fu designato come precettore del bambino e ne curò l'educazione.
Durante la sua giovinezza il padre gli combinò diversi matrimoni, tra cui quello con Bianca di Navarra (1333-1398), figlia del conte di Évreux Filippo d'Évreux (nipote di Filippo III di Francia) e della regina di Navarra Giovanna II, con cui fu fidanzato dal 1º luglio 1345 per circa due anni, e poi quello che si doveva realizzare con la principessa Giovanna Plantageneto, (1333 o 1335- 2 settembre 1348), figlia del re d'Inghilterra Edoardo III e della regina, Filippa di Hainaut non poté essere celebrato perché Giovanna, durante il suo viaggio per raggiungere la Castiglia, morì di peste, nei pressi di Bayonne, dove fu sepolta.
Alla morte prematura del padre, all'assedio di Gibilterra nel 1350, vittima della peste, Pietro venne proclamato re, a soli sedici anni, in quello stesso anno.
Attorno a Pietro si fronteggiavano due schieramenti, quello della madre e dell'Albuquerque contro quello di Eleonora di Guzmán e della sua corte, che aveva governato sino ad allora.
Il suo regno cominciò subito sotto il segno del delitto perché, poco dopo la morte del padre e su istigazione della madre, fece arrestare e poi assassinare, nel 1351, Eleonora di Guzmán (sembra sia stata strangolata da uno degli uomini al servizio della regina madre).
Nel 1351, ristabilitosi da una malattia, tolse l'assedio a Gibilterra, lasciò Siviglia per la Castiglia e, alla morte del signore di Biscaglia, ne fece uccidere l'erede, un bambino di tre anni, fece sposare un suo fratellastro, Tello di Castiglia, con la sorella dell'erede assassinato e poi fece uccidere anche lei, unendo così la Biscaglia alle proprietà della corona.
Nel 1351 e nel 1352, riunì le Cortes, a Valladolid, dove furono emanate importanti leggi contro il brigantaggio e il vagabondaggio, per lo sviluppo del commercio e dell'agricoltura, per la limitazione dei diritti della nobiltà e per la protezione degli ebrei.
Sempre nel 1352 fu concordato il matrimonio con la nipote del re di Francia, Bianca di Borbone, discendente da San Luigi IX da parte del padre, il duca Pietro I di Borbone, e da Filippo III di Francia da parte della madre Isabella di Valois. Il matrimonio fu celebrato, per procura, all'abbazia di Preuilly, il 9 luglio 1352.
Il 3 giugno 1353 sposò Bianca di Borbone, di persona, a Valladolid, ma dopo solo tre giorni la abbandonò (poi la ripudiò e nel 1355 la fece imprigionare), per raggiungere e riprendere la relazione prematrimoniale con la sua amante, Maria di Padilla, che probabilmente sposò, in segreto, nel corso dello stesso anno e quindi in bigamia.
Nello stesso anno si guadagnò il soprannome il Crudele per avere fatto giustiziare un nobile che aveva capeggiato una ribellione.
E per la sua seconda moglie, Maria, nel 1354 condannò a morte il Gran Maestro dell'Ordine di Calatrava e lo sostituì con il di lei fratello.
Il ripudio e poi la carcerazione di Bianca provocò la rottura dell'alleanza con il re di Francia, Giovanni II il Buono, che non versò più la dote, nonché la riprovazione di molti nobili della sua parte politica e la caduta dell'Albuquerque, che aveva suggerito l'alleanza e che, assieme alla regina madre, dovette rifugiarsi alla corte portoghese presso Alfonso IV del Portogallo, padre di Maria, la regina madre.
Fu rinchiusa nel castello episcopale di Sigüenza tra il 1355 e il 1359, poi a Jerez de la Frontera, nel castello di Arévalo e infine a Medina-Sidonia, dove nel 1361 fu avvelenata per ordine di Pietro. Bianca, oltre che allo zio, il re di Francia Giovanni II, si era appellata al papa Innocenzo VI (da lei conosciuto ad Avignone durante il viaggio di trasferimento dalla Francia alla Castiglia), che intervenne presso Pietro, anche con la minaccia di una scomunica, perché la riprendesse come moglie, senza però ottenere neppure la liberazione di Bianca.

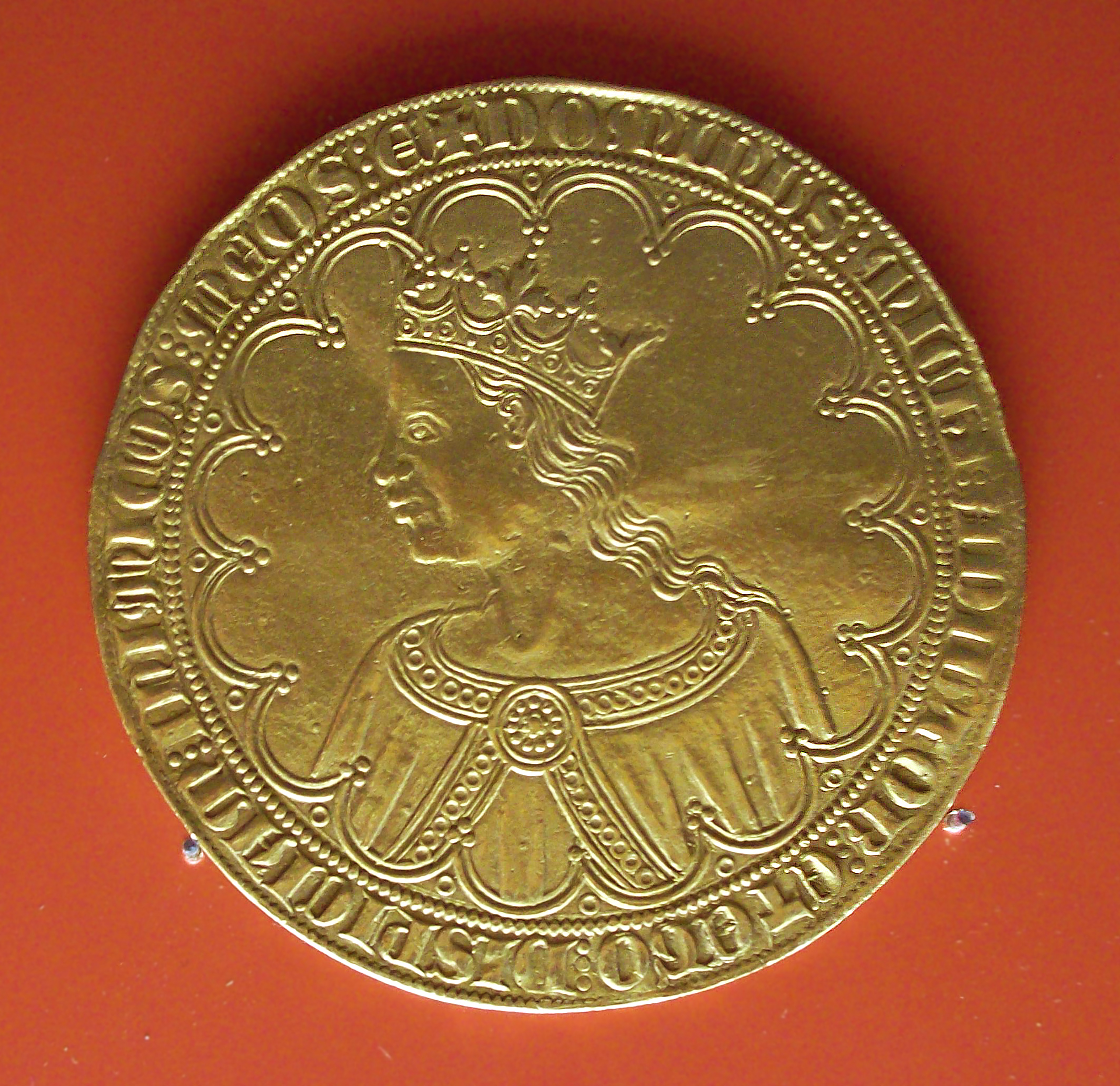
Il re Pietro I su una moneta d'oro (doblone) del 1360

Nel 1354, grazie all'appoggio dei vescovi di Avila e di Salamanca prima, proclamò che il matrimonio con Bianca era nullo e sposò pubblicamente, a Cuéllar, nell'aprile 1354, una giovane vedova di nobile famiglia galiziana, Giovanna de Castro, sorellastra della sfortunata Inés de Castro. Sembra che anche Giovanna fu abbandonata dopo una sola notte (che portò alla nascita di un figlio, nel 1355).
Nel frattempo, sempre nel 1354, era iniziata una ribellione che era guidata dal suo ex precettore, l'Albuquerque, che morì a ottobre per avvelenamento a Medina del Campo, e dai figli della Guzmán; nel 1355, con le sue truppe galiziane, si era unito ai ribelli che ora avevano come guida Enrico di Trastámara, anche, Fernando Ruiz de Castro, il fratello della terza moglie di Pietro, Giovanna, che era stata abbandonata da Pietro.
I ribelli riuscirono a conquistare Toledo e Toro ma, dopo un incontro tra il re e i ribelli nelle vicinanze di Toro, Pietro riparti per Segovia avendo guadagnato alla sua causa il fratellastro Tello e i cugini primi, i principi d'Aragona, figli di sua zia Eleonora di Castiglia e di Alfonso IV di Aragona, Ferdinando (1329–1363) marchese di Tortosa e Giovanni (circa 1330 – 1358). Convocate le Cortes ottenne le truppe per riconquistare le due città e porre fine alla ribellione.
Durante la ribellione a Pietro I il Crudele, il re d'Aragona Pietro IV aveva appoggiato Enrico di Trastámara, permettendogli di transitare con le sue truppe nei possedimenti della corona d'Aragona e nel 1356 attaccò due navi genovesi nel porto andaluso di Sanlúcar de Barrameda, in quanto la repubblica di Genova era alleata di Pietro I che voleva riprendersi i territori murciani ceduti al regno di Valencia, iniziando così una guerra che durò circa cinque anni. Questa guerra è conosciuta come Guerra dei due Pietri e terminò nel 1361, senza vincitori né vinti, con la pace di Terrer del 18 maggio.

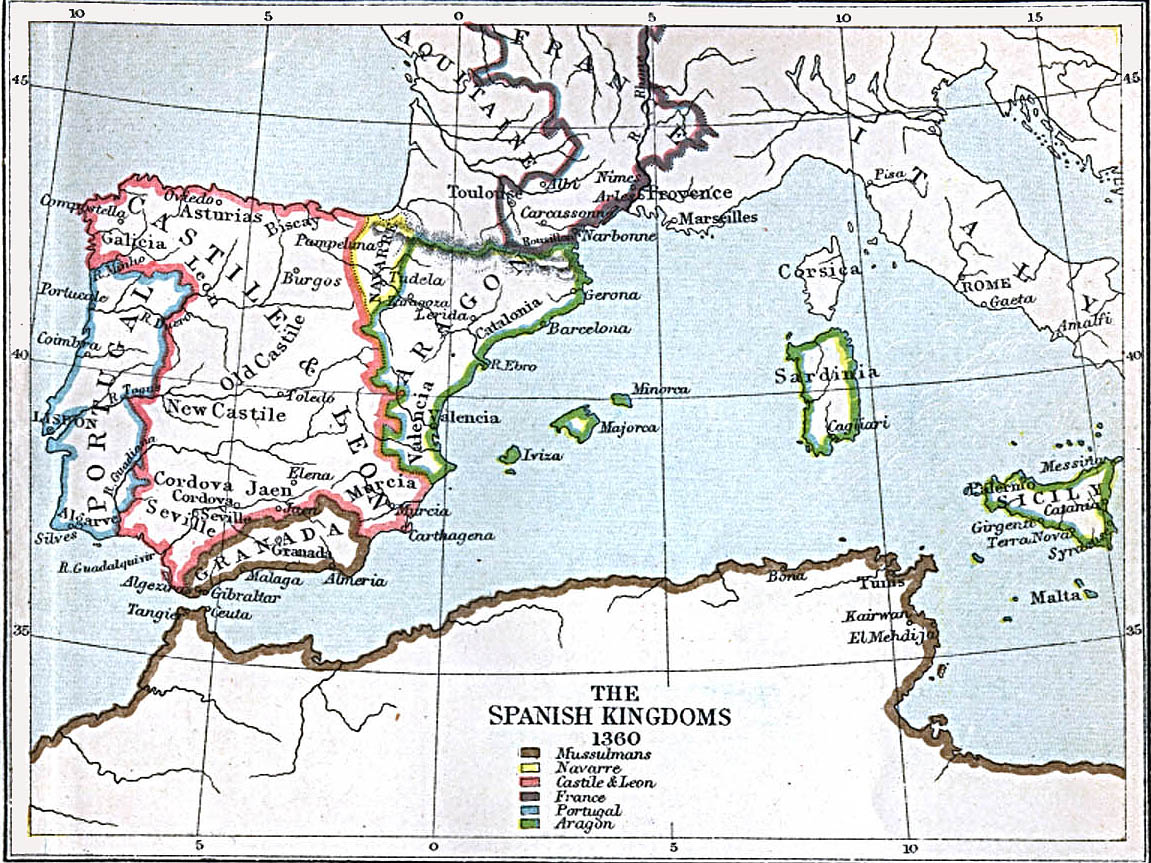
La penisola iberica nel 1360

Nel 1357 Pietro I fece assassinare il suo avversario e nipote dell'ex pretendente al trono di Castiglia (Alfonso de la Cerda), Giovanni Luis de la Cerda, e nel 1358 volle assistere personalmente all'omicidio del suo fratellastro Federico Alfonso (1333-1358), gemello di Enrico di Trastámara, maestro dell'ordine di Santiago e signore di Haro; allo stesso modo eliminò suo cugino il principe d'Aragona Giovanni e in quell'occasione fece arrestare anche la zia Eleonora, regina madre d'Aragona, che condannò a morte l'anno successivo (1359).
Enrico di Trastamara, durante la guerra dei due Pietri aveva attaccato la città di Nájera e, durante l'attacco, era morto Giovanni Fernandez, il fratello di Maria Padilla. Per rappresaglia Pietro I mise a morte altri due fratelli di Enrico, Giovanni Alfonso e Pietro di Castiglia ed inviò delle truppe che, di fronte a Nájera, nel 1360, sconfissero Enrico, che si rifugiò in Francia.
Pietro IV d'Aragona continuava ad appoggiare Enrico di Trastamara accogliendo i suoi sostenitori e le sue truppe nei possedimenti della corona d'Aragona; nel 1363, essendo in suolo valenzano, le truppe castigliane di Enrico di Trastamara, comandate dal cugino Ferdinando, che era anche il fratellastro di Pietro IV, questi lo fece assassinare proditoriamente nella città di Burriana, per punirlo di aver guidato l'insurrezione valenciana, del 1348. Comunque Enrico a maggio, con l'aiuto dei francesi, invase la Castiglia e nel 1364 si impadronì di Valencia.

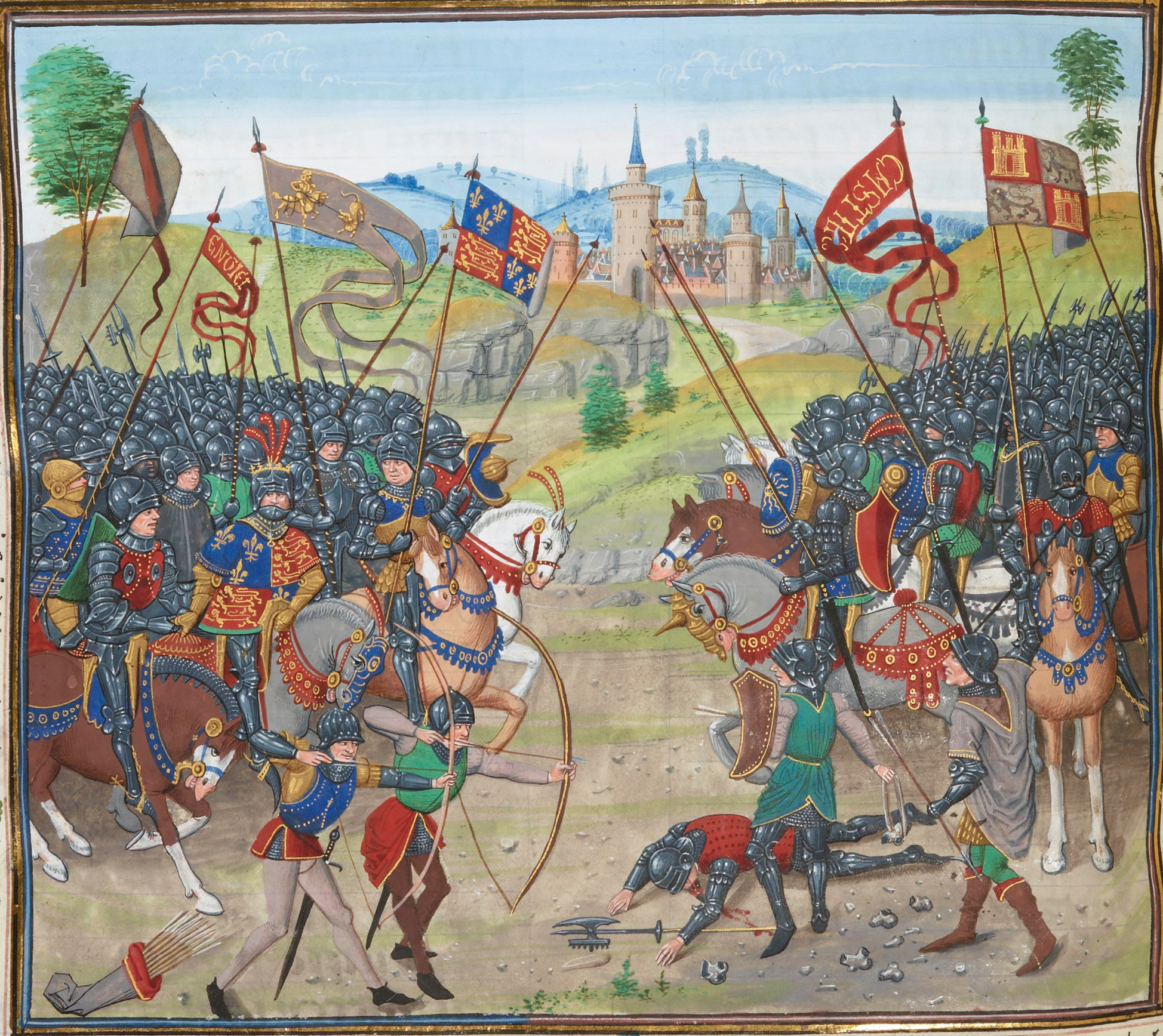
Manoscritto del XV secolo dove si illustra la battaglia di Nájera (Pietro e gli inglesi al lato sinistro).

Tali e tante furono le atrocità commesse dal sovrano che, nel 1366, la sollevazione guidata ancora da Enrico di Trastámara, riprese, e con le truppe dell'alleato, il re di Francia, Carlo V il Saggio, invase nuovamente la Castiglia. Gli insorti si impadronirono di Toledo e di quasi tutto il regno di Castiglia, esclusa Siviglia e la Galizia ed Enrico venne proclamato re a Calahorra. Pietro chiese allora aiuto agli inglesi, che intervennero da Bordeaux, con le truppe del principe di Galles Edoardo il Principe Nero, e il suo alleato, il re di Navarra Carlo II il Malvagio, che gli permise il passaggio. Il 3 aprile 1367 vinse la battaglia di Nájera, fece prigioniero il comandante delle truppe avversarie, Bertrand du Guesclin, e dilagò in Castiglia, così Pietro I il Crudele riuscì a contenere i rivoltosi e verso la fine del 1367 aveva riconquistato buona parte del regno.
Ma Edoardo era ammalato e le sue truppe guasconi e navarrine furono colte da dissenteria, quindi dovettero abbandonare la Castiglia, e allora Enrico, all'inizio del 1368, assistito da truppe francesi al comando di Bertrand du Guesclin (liberato dopo avere pagato un forte riscatto), attraversando il regno d'Aragona, loro alleato, riuscirono ad occupare la metà orientale del regno di Castiglia, conquistando León, il 15 gennaio.

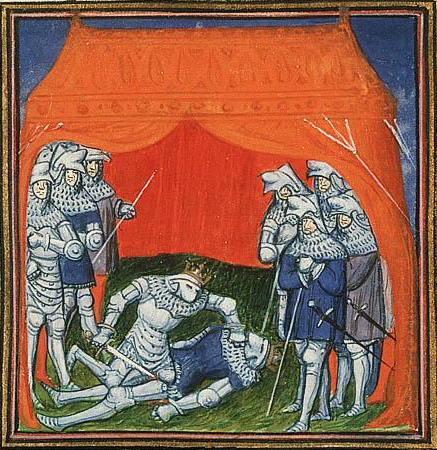
Il re Pietro I assassinato dal fratellastro Enrico di Trastamara.

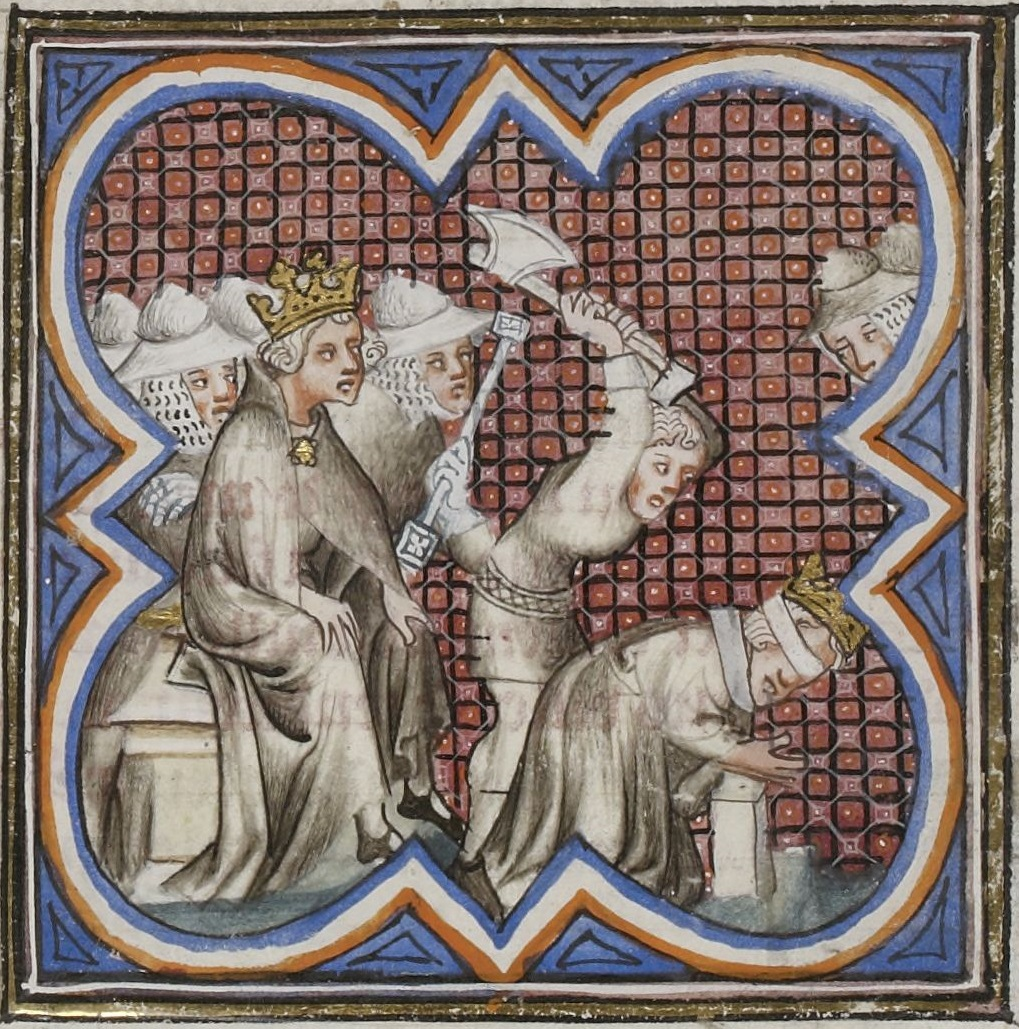
Decapitazione di Pietro I il Crudele (manoscritto del XV secolo).

Per tutto il 1368 la situazione rimase in stato di stallo, finché all'inizio del 1369 Pietro, ricevuto l'aiuto di truppe musulmane dal regno di Granada, con i suoi partigiani e la quasi totalità degli Ebrei, lasciò l'Andalusia per andare a liberare Toledo. Lo scontro avvenne nelle vicinanze di Montiel e il 14 marzo 1369 Enrico di Trastámara lanciò l'offensiva finale che sbaragliò la resistenza realista e costrinse il fratellastro a fuggire e a rifugiarsi nel castello di Montiel.
Pietro, per fuggire, la notte del 23 marzo si mise in contatto con du Guesclin, che finse di accettare, ma poi lo introdusse in una tenda in cui si trovava il fratellastro. I due si scagliarono uno contro l'altro e, quando sembrava che Pietro avesse la meglio, du Guesclin intervenne e atterrò Pietro che fu sopraffatto e ucciso da Enrico, che gli successe sul trono.
Pietro fu inumato nella cattedrale di Siviglia.
Con Pietro di Castiglia si estinse il ramo principale (legittimo) della casata di Borgogna perché dei molti figli che ebbe, non ne lasciò nessuno legittimo e comunque nessuno di questi gli succedette.

## Discendenza
Pietro e Bianca non ebbero figli; da Maria di Padilla Pietro ne ebbe quattro, uno da Giovanna de Castro; inoltre Pietro ebbe diversi figli illegittimi.
I quattro figli che Pietro ebbe da Maria di Padilla sono:
- Beatrice (1354 - 1369) l'erede al trono dal 1362; entrò nel monastero di Santa Clara di Tordesillas;
- Costanza (1354 - 1394), sposò, come seconda moglie, Giovanni Plantageneto, I duca di Lancaster, figlio di Edoardo III d'Inghilterra e fu la madre di Caterina di Lancaster;
- Isabella (1355 - 1392) sposò Edmondo Plantageneto, I duca di York, figlio di Edoardo III d'Inghilterra;
- Alfonso (1359 - 19 ottobre 1362), l'erede al trono, fino alla morte.

Il figlio avuta da Giovanna de Castro era:
- Giovanni (1355 - 1405), anche se il padre lo aveva dichiarato suo erede, dopo la morte del fratellastro, Alfonso (1359 - 19 ottobre 1362), fu escluso dalla successione in quanto considerato illegittimo; sposò Elvira de Eril, che gli diede due figli:
  - Pietro (?-1471), vescovo di Osma e Palencia, che da tre diverse amanti ebbe una folta discendenza;
  - Costanza (?-1478), suora a Toledo.

Oltre a quelli avuti da diverse amanti, da Maria de Henestrosa Pietro ebbe:
- Ferdinando (1361-?), morto giovane;

da Teresa de Ayala:
- Maria (?-1424), suora;

da Isabella de Sandoval:
- Sancho (?-prima del 1448), signore di Almazán;
- Diego (1365-1440), che ebbe, dalla sua relazione con Isabel de Salazar, figlia dell'alcalde del castello di Curiel de Duero, almeno sei figli, ovvero María, Pedro, Isabel, Juan, Catalina e Diego.

## Ascendenza
|                             |                        |                                | Genitori                       |  |  | Nonni |  |  | Bisnonni               |  |  | Trisnonni              |  |
|                             |                        |                                |                                |  |  |       |  |  | Sancho IV di Castiglia |  |  | Alfonso X di Castiglia |  |
|                             |                        |                                |                                |  |  |       |  |  | Sancho IV di Castiglia |  |  | Alfonso X di Castiglia |  |
|                             |                        | Violante d'Aragona             |                                |  |  |       |  |  | Sancho IV di Castiglia |  |  |                        |  |
| Ferdinando IV di Castiglia  |                        |                                |                                |  |  |       |  |  | Sancho IV di Castiglia |  |  |                        |  |
|                             |                        | Maria di Molina                | Alfonso di Molina              |  |  |       |  |  |                        |  |  |                        |  |
|                             |                        | Maria di Molina                | Alfonso di Molina              |  |  |       |  |  |                        |  |  |                        |  |
|                             |                        | Maria di Molina                | Mayor Alonso de Meneses        |  |  |       |  |  |                        |  |  |                        |  |
| Alfonso XI di Castiglia     |                        | Maria di Molina                |                                |  |  |       |  |  |                        |  |  |                        |  |
|                             |                        | Dionigi del Portogallo         | Alfonso III del Portogallo     |  |  |       |  |  |                        |  |  |                        |  |
|                             |                        | Dionigi del Portogallo         | Alfonso III del Portogallo     |  |  |       |  |  |                        |  |  |                        |  |
|                             |                        | Dionigi del Portogallo         | Beatrice di Castiglia e Guzmán |  |  |       |  |  |                        |  |  |                        |  |
| Costanza del Portogallo     |                        | Dionigi del Portogallo         |                                |  |  |       |  |  |                        |  |  |                        |  |
|                             |                        | Isabella d'Aragona             | Pietro III di Aragona          |  |  |       |  |  |                        |  |  |                        |  |
|                             |                        | Isabella d'Aragona             | Pietro III di Aragona          |  |  |       |  |  |                        |  |  |                        |  |
|                             |                        | Isabella d'Aragona             | Costanza di Hohenstaufen       |  |  |       |  |  |                        |  |  |                        |  |
| Pietro I di Castiglia       |                        | Isabella d'Aragona             |                                |  |  |       |  |  |                        |  |  |                        |  |
|                             | Dionigi del Portogallo | Alfonso III del Portogallo     |                                |  |  |       |  |  |                        |  |  |                        |  |
|                             | Dionigi del Portogallo | Alfonso III del Portogallo     |                                |  |  |       |  |  |                        |  |  |                        |  |
|                             | Dionigi del Portogallo | Beatrice di Castiglia e Guzmán |                                |  |  |       |  |  |                        |  |  |                        |  |
| Alfonso IV del Portogallo   | Dionigi del Portogallo |                                |                                |  |  |       |  |  |                        |  |  |                        |  |
|                             |                        | Isabella d'Aragona             | Pietro III di Aragona          |  |  |       |  |  |                        |  |  |                        |  |
|                             |                        | Isabella d'Aragona             | Pietro III di Aragona          |  |  |       |  |  |                        |  |  |                        |  |
|                             |                        | Isabella d'Aragona             | Costanza di Hohenstaufen       |  |  |       |  |  |                        |  |  |                        |  |
| Maria del Portogallo        |                        | Isabella d'Aragona             |                                |  |  |       |  |  |                        |  |  |                        |  |
|                             |                        | Sancho IV di Castiglia         | Alfonso X di Castiglia         |  |  |       |  |  |                        |  |  |                        |  |
|                             |                        | Sancho IV di Castiglia         | Alfonso X di Castiglia         |  |  |       |  |  |                        |  |  |                        |  |
|                             |                        | Sancho IV di Castiglia         | Violante d'Aragona             |  |  |       |  |  |                        |  |  |                        |  |
| Beatriz de Molina e Castela |                        | Sancho IV di Castiglia         |                                |  |  |       |  |  |                        |  |  |                        |  |
|                             |                        | Maria di Molina                | Alfonso di Molina              |  |  |       |  |  |                        |  |  |                        |  |
|                             |                        | Maria di Molina                | Alfonso di Molina              |  |  |       |  |  |                        |  |  |                        |  |
|                             |                        | Maria di Molina                | Mayor Alonso de Meneses        |  |  |       |  |  |                        |  |  |                        |  |
|                             |                        | Maria di Molina                |                                |  |  |       |  |  |                        |  |  |                        |  |